# Крістіан Фрідріх Фреєр
Крістіан Фрідріх Фреєр (нім. Christian Friedrich Freyer; 1794–1885) — німецький ентомолог 19 століття.

## Біографія
Фреєр ще в дитинстві цікавився метеликами. У 1820 році він переїхав з Вассертрюдінгена до Аугсбурга, де влаштувався на посаду «магістратського актуарія». Як повідомляє сучасник, він збирав в Аугсбурзі з невгамовним завзяттям і невтомною старанністю у вільні години численні різноманітні види метеликів, які живуть у нашій місцевості. Після восьми років в Аугсбурзі Фрейєр почав публікувати свої лепідоптерологічні публікації. Будучи консерватором ентомології, Фреєр також наглядав за ентомологічною колекцією Асоціації природознавства в Аугсбурзі, заснованої в 1846 році.

## Робота
Фреєр описав 245 нових видів метеликів у своїй праці «Neuere Beiträge zur Schmetterlingskunde». Ілюстрації Фреєра, кольорові гравюри на міді, значно відрізняються від попередніх ілюстрацій, особливо від ілюстрацій Якоба Гюбнера. Фреєр наголошував на основних характеристиках виду, щоб також надати «початківцям і любителям» допомогу в ідентифікації.
Важливість Фреєра як польового ентомолога чітко проявляється в його праці Die Falter um Augsburg. Тут він описав 1091 вид.
Фреєр також створив міжнародну мережу між відомими європейськими ентомологами та залучив до своєї роботи різних «знаменитостей з країни та з-за кордону». Таким чином, його публікації можна розглядати як попередника лепідоптерологічного журналу.

Його маєток знаходиться в Зенкенбергському музеї у Франкфурті.

## Публікації (вибірково)
- 1828—1830: Beiträge zur Geschichte europäischer Schmetterlinge mit Abbildungen nach der Natur.
- 1833—1858: Neuere Beiträge zur Schmetterlingskunde mit Abbildungen nach der Natur.
- 1839: Die schädlichsten Schmetterlinge Deutschlands für Forstmänner, Lehrer, Oekonomen, Gartenbesitzer und Volksschulen.
- Die Falter der Merian. Systematisch bestimmt und erläutert und mit Anmerkungen versehen.
- 1858: Die Falter in der Umgebung des kgl. Lustschlosses Hohenschwangau.
- 1860: Die Falter um Augsburg.